# St. Albert (Frankfurt am Main)
| St.-Albert-Kirche Frankfurt am Main-Dornbusch | St.-Albert-Kirche Frankfurt am Main-Dornbusch |
| --------------------------------------------- | --------------------------------------------- |
| Die St.-Albert-Kirche                         |                                               |
| Länge                                         | 48 Meter                                      |

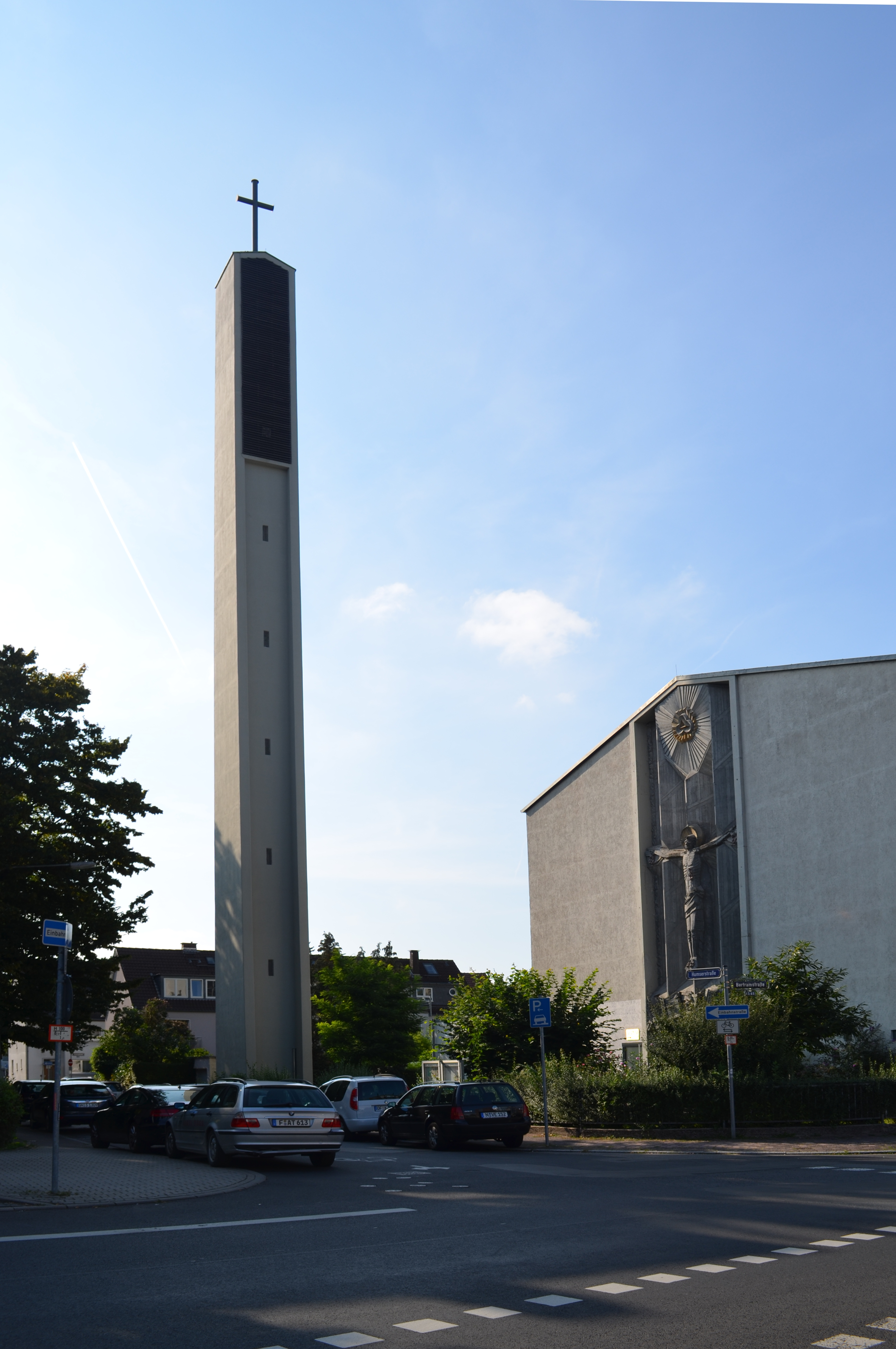
Turm

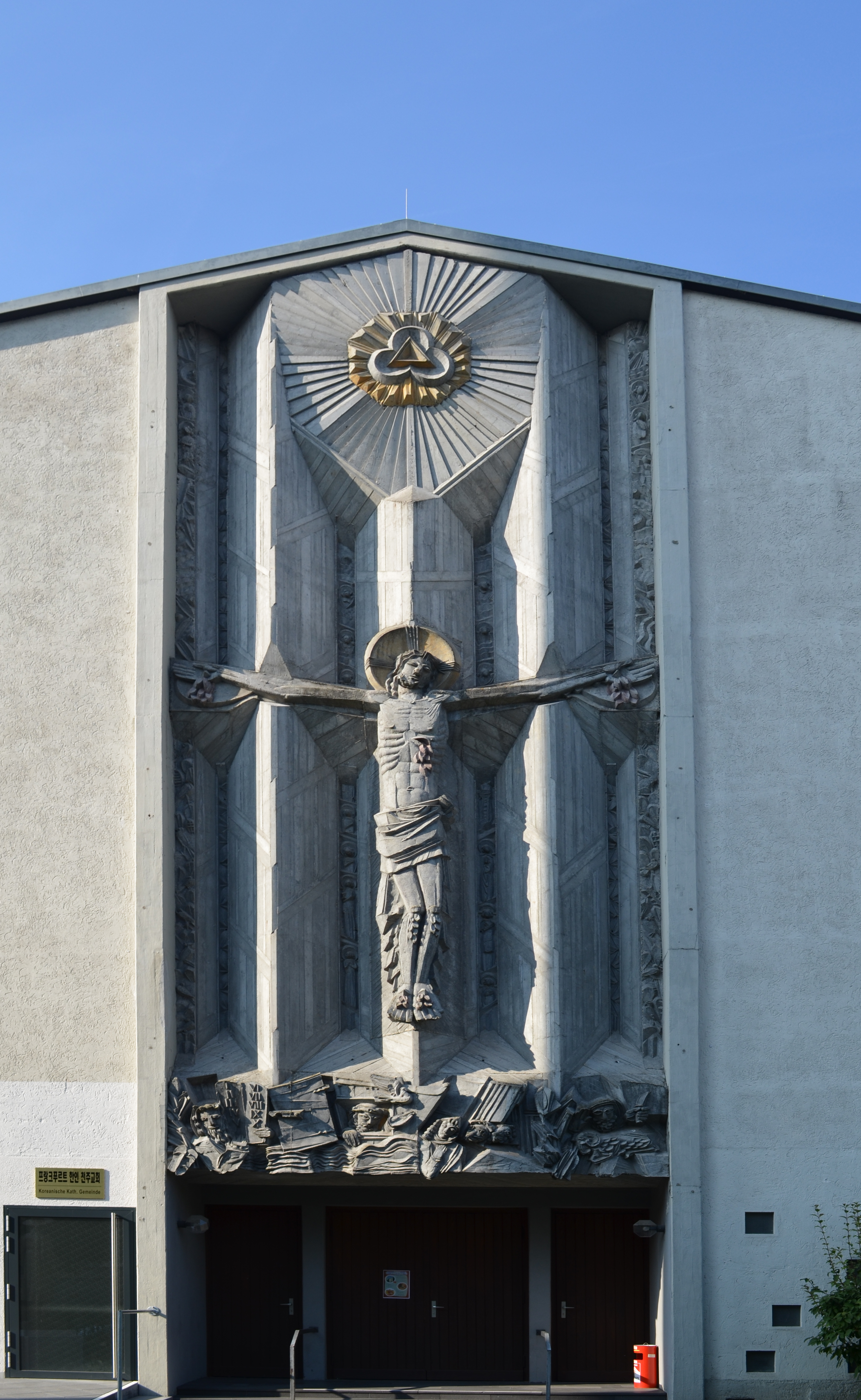
Eingang

Die Kirche St. Albert ist eine römisch-katholische Kirche im Stadtteil Dornbusch der Stadt Frankfurt am Main. Sie ist dem Namenspatron Albertus Magnus geweiht, einem deutschen Gelehrten und Bischof, der wegbereitend für den christlichen Aristotelismus des hohen Mittelalters war. Sie ist eine von fünf Filialkirchen der katholischen Pfarrei St. Franziskus im Norden Frankfurts. Die Pfarrei wird von dem Franziskaner-Pater Anto Batinic OFM geleitet und darüber hinaus seelsorgerisch von den Schönstatt-Patres und einem Pastoralteam betreut.

## Geschichte

### 20. Jahrhundert

#### Gründung
Die Gemeinde nahm ihren Anfang im Haus der Jugend in der Hansaallee 150, als das erste Haus der Jugend am Dornbusch bezogen wurde. Zum Pfarrvikar wurde der Geistliche Rat Georg W. Rudolphi, ein ehemaliger Kaplan des Frankfurter Domes, eingesetzt. Mit der Planung eines Kirchengebäudes beauftragte Rudolphi den Architekten und Kirchenbaumeister Martin Weber, der den Kirchenbau 1937–1938 ausführte. Der Grundstein der Kirche wurde 1937 gelegt. Am Palmsonntag des Jahres 1938 erfolgte die Weihe der St.-Albert-Kirche.

#### Nachkriegszeit
Der Bau weiterer Wohnsiedlungen im Stadtteil Dornbusch erforderte 1956 die Erweiterung der Kirche um 16 Meter von 32 auf 48 Meter Länge, außerdem wurde der Altarraum verbreitert. 1960 wurde die Kirche verputzt. Außerdem wurde die Altarausstattung und neue Bänke und der 45 Meter hohe Glockenturm und das Pfarrhaus fertiggestellt. 1962 wurde der Bau des 45 Meter hohen Glockenturms mit drei Glocken vollendet. Der Kirchturm überragt das Kirchenschiff bei weitem. Die Erhebung der katholischen Pfarrvikarie St. Albert zur Pfarrei erfolgte 1963.
Mit der Einfügung der Architekturplastik Christus – Friede und Heil für alle über dem Hauptportal wurde die schlichte Kirche 1988 künstlerisch aufgewertet. Eine Renovierung des Kirchenschiffs wurde erstmals 1998 ausgeführt.

### 21. Jahrhundert
Zum 1. Januar 2012 wurden die Pfarreigrenzen innerhalb des Bistums Limburg im Rahmen des Prozesses Bereitschaft zur Bewegung neu gezogen. Durch Dekret des Bischofs Franz-Peter Tebartz-van Elst wurden in Frankfurt zehn neu zugeschnittene Pastorale Räume errichtet. Ab 2012 gehörte St. Albert zum Pastoralen Raum Frankfurt-Nordost, der darüber hinaus auch die Gemeinden St. Josef in Eschersheim, Sancta Familia in Ginnheim, Allerheiligste Dreifaltigkeit in Frankfurter Berg, Herz Jesu in Eckenheim, St. Christophorus in Preungesheim, den Stadtteil Berkersheim sowie die Katholische Koreanische Gemeinde und die Syro-Malankara Katholiken umfasste.
Aus dem Pastoralen Raum ist 2015 die Pfarrei neuen Typs St. Franziskus Frankfurt entstanden.  Dazu gehört die Zentralisierung bestimmter Aufgaben, wie des Pfarrbüros.